# 酥油灯

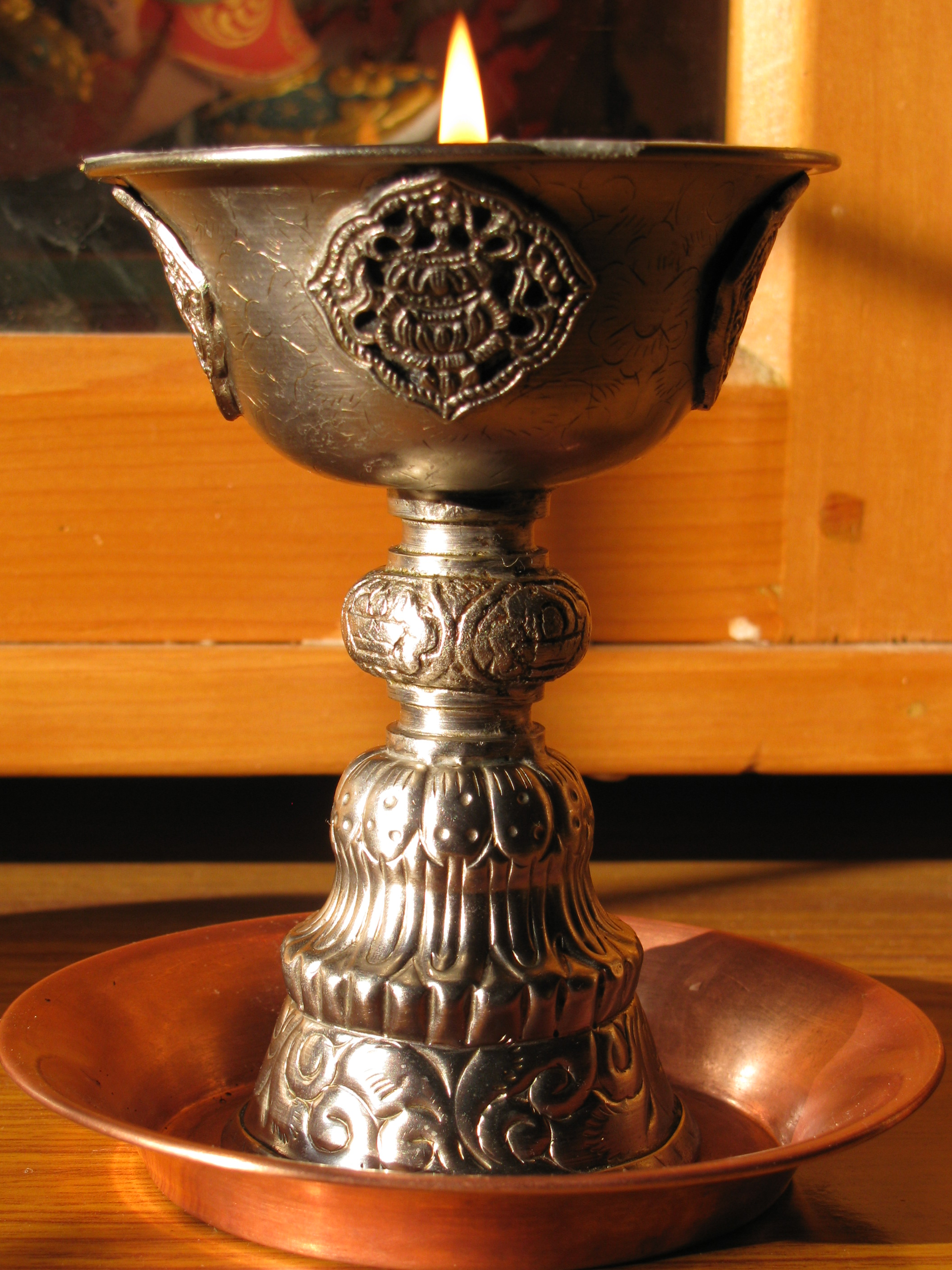
酥油燈

酥油燈（藏語：དཀར་མེ་，威利转写：dkar me）是喜馬拉雅山脈一帶藏傳佛教寺廟中使用的一種燈，為藏傳佛教寺廟的一個顯著特徵。傳統的酥油燈用無水酥油燃燒，但今日常常使用氫化酥油。
酥油燈有助於集中精神、幫助冥想。香客也透過提供燈油來獲得福德。